# フレデリック・ウォルフ
フレデリック・ウォルフ（Frederick Ferdinand "Freddy" Wolff、1910年10月13日 - 1988年1月26日)は、イギリスの陸上競技選手。1936年ベルリンオリンピックの金メダリストである。

## 経歴
ウォルフは、1936年のベルリンオリンピックに4×400mリレーのイギリスチームの第一走者として出場し、3分9秒0のヨーロッパ新記録を樹立。ゴドフリー・ランプリング、ウィリアム・ロバーツ、ゴドフリー・ブラウンとともに金メダルを獲得した。